# 歌川国郷
歌川 国郷（うたがわ くにさと、生年不明 - 安政5年〈1858年〉）とは、江戸時代後期の浮世絵師。

## 来歴
三代目歌川豊国の門人。俗名は政次郎、歌川の画姓を称し立川斎、竪川斎、立川、一寿斎、一曜斎と号す。江戸本所竪川（たてかわ）の菓子屋に生まれ、後に尾張町に居を移した。作画期は嘉永から安政5年にかけてで、名所絵や風俗画、玩具絵、相撲絵、合巻の挿絵などを描いている。

## 作品
- 『天宝水滸勢力伝』　読本　※嘉永7年（1854年）序、鈴亭谷峩作
- 「両国大相撲繁栄之図」　大判錦絵3枚続　江戸東京博物館所蔵　※嘉永6年
- 「東都名所両国繁栄河開之図」　大判錦絵3枚続　国立劇場所蔵　※同上
- 「蚕家大繁昌之図」　大判錦絵3枚続　早稲田大学演劇博物館所蔵
- 「道中豊年子供あそび」　大判錦絵3枚続　国立国会図書館所蔵　※子供絵